# الکساندر اسمیرنوف (بازیکن فوتبال، زاده ۱۹۸۲)
الکساندر اسمیرنوف (روسی: Александр Серге́евич Смирнов؛ زادهٔ ۶ ژوئن ۱۹۸۲) بازیکن فوتبال اهل روسیه است.